# Bebuquin
Bebuquin, mit Nebentitel Die Dilettanten des Wunders oder: Die billige Erstarrnis, ist ein 1912 erschienenes Prosawerk des Schriftstellers Carl Einstein, das meist der absoluten Prosa zugeordnet wird und als Vorläufer von Expressionismus und Dadaismus gilt; besonders gilt das Werk auch als wichtiger Einfluss auf den mit Carl Einstein bekannten Gottfried Benn. Lange fast vergessen, wurde der Text ab den 70er Jahren wiederentdeckt und als radikale Abkehr von der Bürgerlichkeit des wilhelminischen Zeitalters interpretiert. Eine Handlung ist nicht klar wiederzugeben; die Figuren, allen voran Bebuquin und der aus eigener Überzeugung Tote Nebukadnezar Böhm, der sein Gehirn in Silber gefasst hat, deklamieren oder schreien zahlreiche philosophisch anmutende Thesen. Die beiden Hauptfiguren können als Alter Egos Carl Einsteins gelten; beide haben verschiedenartige Beziehungen zur dicken und oft fast nackten Dame Euphemia. Am Ende scheint Bebuquin tot zu sein. Ein moderner Kritiker schrieb im Magazin Der Spiegel, durchaus bewundernd, über den Text: „Es fehlt jede Psychologie, jede atmosphärische Beschreibung, und es fehlen nachvollziehbare Handlungsabläufe und klar konturierte Figuren.“

## Ausgaben
- Die ersten vier Kapitel wurden 1907 unter dem Titel Herr Giorgio Bebuquin in Die Opale abgedruckt; 1912 erschien der gesamte Text unter gleichem Titel im Verlag der Wochenschrift Die Aktion. 1917 wurde im gleichen Verlag eine gekürzte Version unter dem kürzeren Titel Bebuquin veröffentlicht.
- Digitalisat der Ausgabe 1912
- Carl Einstein, Bebuquin oder Die Dilettanten des Wunders. Mit Kommentar und Nachwort von Klaus H. Kiefer, Metzler / Springer 2022. (ISBN 9783662641323)